# William Flannery
Pour les articles homonymes, voir Flannery.
William Edward Flannery est un directeur artistique américain né le 17 novembre 1898 à Cincinnati (Ohio) et mort le 25 janvier 1959 à Los Angeles (Californie).

## Filmographie

### Cinéma (sélection)
- 1939 : Million Dollar Legs de Nick Grinde
- 1940 : Golden Gloves d'Edward Dmytryk
- 1940 : Les Tuniques écarlates (North West Mounted Police) de Cecil B. DeMille
- 1942 : L'amour chante et danse (Holiday Inn) de Mark Sandrich
- 1944 : L'Odyssée du docteur Wassell (The Story of Dr. Wassell) de Cecil B. DeMille
- 1944 : La Route semée d'étoiles (Going My Way) de Leo McCarey
- 1945 : Les Cloches de Sainte-Marie (The Bells of St. Mary's) de Leo McCarey
- 1947 : Le deuil sied à Électre (Mourning Becomes Electra) de Dudley Nichols
- 1948 : Quand le rideau tombe (The Velvet Touch) de Jack Gage
- 1955 : Picnic de Joshua Logan
- 1956 : Plus dure sera la chute (The Harder They Fall) de Mark Robson

### Télévision
- 1955-1956 : Damon Runyon Theater (8 épisodes)
- 1956 : Chevron Hall of Stars (1 épisode)
- 1956 : Celebrity Playhouse (3 épisodes)
- 1956-1957 : The Ford Television Theatre (29 épisodes)
- 1956-1960 : Father Knows Best (6 épisodes)
- 1957 : The George Sanders Mystery Theater (1 épisode)
- 1957 : Playhouse 90 (2 épisodes)
- 1958 : Alcoa Theatre (1 épisode)
- 1958 : Shirley Temple's Storybook (8 épisodes)
- 1959 : Adventure Showcase (1 épisode)
- 1959 : The Donna Reed Show (1 épisode)

## Distinctions

### Récompenses
- Oscars 1956 : Oscar des meilleurs décors pour Picnic